# 戸吹町
戸吹町（とぶきまち）は、東京都八王子市の地名である。丁番を持たない単独町名であり、住居表示未実施区域。郵便番号は192-0001（八王子郵便局管区）。

## 地理
八王子市北部に位置する。北はあきる野市の秋川河川敷と接する丘陵地帯に位置する。東で宮下町、西で上川町、南で犬目町・川口町、北であきる野市雨間・牛沼・上代継・渕上・引田と隣接する。谷地川の源流があり、同川を境に加住北丘陵と加住南丘陵が分岐している。東部の戸吹町交差点で滝山街道と高尾街道が交差し、西部を首都圏中央連絡自動車道（圏央道）の川口トンネルが貫通している。

### 河川
- 谷地川

## 歴史

### 沿革
- 1889年（明治22年）4月1日 - 町村制施行により、神奈川県南多摩郡戸吹村が留所村、北大沢村、本丹木村、中丹木村、八日市村、横山村、左入村、滝山村、梅坪村、谷野村、宮下村、高月村と合併し加住村が成立する。
- 1955年（昭和30年）4月1日 - 加住村が八王子市へ編入。
- 1956年（昭和31年）10月1日 - 旧加住村大字戸吹の区域が戸吹町となる。

## 世帯数と人口
2017年（平成29年）12月31日現在の世帯数と人口は以下の通りである。
| 町丁   | 世帯数  | 人口    |
| ------ | ------- | ------- |
| 戸吹町 | 775世帯 | 1,466人 |

## 小・中学校の学区
市立小・中学校に通う場合、学区は以下の通りとなる。
| 番地 | 小学校               | 中学校               |
| ---- | -------------------- | -------------------- |
| 全域 | 八王子市立加住小学校 | 八王子市立加住中学校 |

## 交通

### 道路・橋梁
- 国道411号（滝山街道）
- 東京都道46号八王子あきる野線（高尾街道）
- 東京都道169号淵上日野線（新滝山街道）- 戸吹トンネル
- 東京都道176号楢原あきる野線

### バス
- 西東京バス
  - 京王八王子駅〜（ひよどり山トンネル）〜戸吹
  - 京王八王子駅〜戸吹〜サマーランド・秋川駅
  - 拝島駅〜戸吹〜杏林大学

## 施設

### 行政
- 戸吹清掃事業所
  - 戸吹ゆったり館

### 教育
- 明治大学付属八王子中学校・高等学校

### 神社・寺院
- 桂福寺 - 市指定文化財の鐘楼山門や、天然理心流近藤三助の墓がある。
- 無量寺
- 十一面観音堂
- 住吉神社
- 熊野神社

### 史跡
- 戸吹城
- 戸吹遺跡

### その他
- 明治安田生命グリーンランド（明治安田生命硬式野球部グラウンド）
- セガサミー硬式野球部グラウンド